# Assevillers
Assevillers là một thị trấn của tỉnh Somme, thuộc vùng Hauts-de-France, miền bắc nước Pháp.

## Biến động dân số
| 1851 | ? | 1954 | ? | 1962                                                            | 1968 | 1975 | 1982 | 1990 | 1999 |
| ---- | - | ---- | - | --------------------------------------------------------------- | ---- | ---- | ---- | ---- | ---- |
|      |   |      |   | 199                                                             | 203  | 221  | 262  | 256  | 228  |
|      |   |      |   | Nombre retenu à partir de 1962: Population sans doubles comptes |      |      |      |      |      |